# Kódování (přenos informace)
Mějme informační zdroj {\displaystyle \scriptstyle ({\mathcal {X}},p)}. Pod pojmem kódování tohoto zdroje chápeme přiřazování určitých řetězců znaků konkrétním zprávám {\displaystyle \scriptstyle x\in {\mathcal {X}}}, jež vycházejí ze zdroje. Znaky v řetězcích přitom tvoří jistou abecedu {\displaystyle \scriptstyle {\mathcal {D}}}. Pokud mají všechny řetězce stejnou délku {\displaystyle \scriptstyle n}, pak za obor hodnot takového přiřazení stačí brát množinu {\displaystyle \scriptstyle {\mathcal {D}}^{n}}, pokud se ale délka řetězců pro různé zprávy může lišit, bude obor hodnot takového přiřazení podmnožina množiny
{\displaystyle {\mathcal {D}}^{\ast }=\bigcup _{n=1}^{\infty }{\mathcal {D}}^{n}.}
Matematicky pak můžeme kód zdroje {\displaystyle \scriptstyle ({\mathcal {X}},p)} definovat jako zobrazení
{\displaystyle C:{\mathcal {X}}\to {\mathcal {D}}^{\ast },}
kde {\displaystyle \scriptstyle {\mathcal {D}}} je jistá abeceda znaků. Obvykle se bere {\displaystyle \scriptstyle {\mathcal {D}}=\{0,\ldots ,D-1\}} pro nějaké {\displaystyle \scriptstyle D\geq 2}. Mluvíme pak o kódu {\displaystyle \scriptstyle {\boldsymbol {D}}}-znakovém. Jestliže {\displaystyle \scriptstyle D=2,3,\ldots }, nazýváme daný kód binární, ternární, ...
Kód {\displaystyle \scriptstyle C:{\mathcal {X}}\to {\mathcal {D}}^{\ast }} se nazývá nesingulární, jestliže je {\displaystyle \scriptstyle C} prosté zobrazení.
Pod označením rozšířením kódu {\displaystyle \scriptstyle C:{\mathcal {X}}\to {\mathcal {D}}^{\ast }} chápeme zobrazení
{\displaystyle C^{\ast }:{\mathcal {X}}^{\ast }\to {\mathcal {D}}^{\ast },\quad {\text{kde}}\quad {\mathcal {X}}^{\ast }=\bigcup _{i=1}^{\infty }{\mathcal {X}}^{i},}
jež kóduje zdroj {\displaystyle \scriptstyle ({\mathcal {X}}^{\ast },p^{\ast })} s libovolným rozdělením pravděpodobnosti {\displaystyle \scriptstyle p^{\ast }}.
Kód nazýváme jednoznačně dekódovatelný, jestliže jeho rozšíření je nesingulární kód.
Mějme zprávu {\displaystyle \scriptstyle x\in {\mathcal {X}}}, resp {\displaystyle \scriptstyle x\in {\mathcal {X}}^{\ast }} a kód {\displaystyle \scriptstyle C}, resp. {\displaystyle \scriptstyle C^{\ast }}. Řetězce {\displaystyle \scriptstyle C(x)}, resp. {\displaystyle \scriptstyle C^{\ast }(x)} (tj. obrazy zprávy {\displaystyle \scriptstyle x} při zobrazení {\displaystyle \scriptstyle C}, resp. {\displaystyle \scriptstyle C^{\ast }}) se pak nazývají kódová slova.